# Lubiecz
Lubiecz (prononciation : [ˈlubjɛt͡ʂ]) est un village polonais de la gmina de Golina dans le powiat de Konin de la voïvodie de Grande-Pologne dans le centre-ouest de la Pologne.
Il se situe à environ 5 kilomètres au nord-ouest de Golina (siège de la gmina), à 17 kilomètres au nord-ouest de Konin (siège du powiat) et à 79 kilomètres à l'est de Poznań (capitale régionale).
Le village possédait une population de 206 habitants en 2006.

## Histoire
De 1975 à 1998, le village faisait partie du territoire de la voïvodie de Konin.

Depuis 1999, Lubiecz est situé dans la voïvodie de Grande-Pologne.